# Veľký Klíž
Veľký Klíž es un municipio del distrito de Partizánske en la región de Trenčín, Eslovaquia, con una población estimada a final del año 2024 de 845 habitantes.
Se encuentra ubicado al sur de la región, cerca del río Nitra (cuenca hidrográfica del Danubio) y de la frontera con la región de Nitra.

## Demografía
| Año        | 1994 | 2004     | 2014    | 2024    |
| ---------- | ---- | -------- | ------- | ------- |
| Población  | 1018 | 916      | 894     | 845     |
| Diferencia |      | −10,01 % | −2,40 % | −5,48 % |

| Año        | 2023 | 2024    |
| ---------- | ---- | ------- |
| Población  | 847  | 845     |
| Diferencia |      | −0,23 % |